# Hold Me While You Wait
Hold Me While You Wait è un singolo del cantautore britannico Lewis Capaldi, pubblicato il 3 maggio 2019 come sesto estratto dal primo album in studio Divinely Uninspired to a Hellish Extent.

## Successo commerciale
In Italia è stato l'82º singolo più trasmesso dalle radio nel 2019.

## Classifiche

### Classifiche settimanali
| Classifica (2019) | Posizione massima |
| ----------------- | ----------------- |
| Belgio (Fiandre)  | 70                |
| Croazia           | 39                |
| Irlanda           | 1                 |
| Italia            | 39                |
| Regno Unito       | 4                 |
| Svezia            | 77                |
| Svizzera          | 63                |

### Classifiche di fine anno
| Classifica (2019) | Posizione |
| ----------------- | --------- |
| Irlanda           | 13        |
| Regno Unito       | 14        |
| Classifica (2020) | Posizione |
| Regno Unito       | 46        |